# حاج میرزا زین‌العابدین قمی
میرزا زین العابدین قمی نخستین عالم طراز اول ناظر شرعی بر مصوبات مجلس شورای ملی بود.
میرزا زین العابدین قمی در دوره دوم مجلس شورای ملی به نمایندگی برگزیده شد تا بر مطابقت مصوبات مجلس با احکام شرع نظارت داشته باشند. بنابر قانون اساسی، ملا محمدکاظم آخوند خراسانی مرجع بزرگ شیعه در نجف بیست نفر از علما را به مجلس معرفی کرد تا پنج نفر از آنها را به اتفاق آرا یا به قید قرعه برگزینند. در بیستم مرداد ۱۲۸۹ رأی‌گیری به عمل آمد اما اتفاق آرا حاصل نشد. در نشست بعدی که دو روز بعد برگزار شد، تنها میرزا زین العابدین رأی همه ۶۸ نماینده حاضر را کسب کرد و چهار نفر دیگر به قید قرعه انتخاب شدند. او پنج روز بعد برای نخستین بار وارد مجلس شد اما دوران حضورش در مجلس کوتاه بود. پنج ماه بعد در عاشورای همان سال درگذشت.